# Élection de Miss Prestige national 2013
L’élection de Miss Prestige national 2013 est la troisième élection du Comité Miss Prestige national. Elle s’est tenue le 10 décembre 2012 au Lido à Paris. Auline Grac, Miss Prestige Provence 2012, succède à Christelle Roca. Deux participantes seront qualifiées pour participer aux concours de Miss International et de Miss Model of the World. La cérémonie était diffusée sur Dailymotion.

## Classement

### Classement final
| Résultats finals            | Candidates                                                                                      |
| --------------------------- | ----------------------------------------------------------------------------------------------- |
| Miss Prestige national 2013 | - Miss Prestige Provence - Auline Garc                                                          |
| 1re dauphine                | - Miss Prestige Picardie - Elisabeth Sifflet                                                    |
| 2e dauphine                 | - Miss Prestige Flandre - Caroline Boonefaes                                                    |
| 3e dauphine ex æquo         | - Miss Prestige Dauphiné Rhône-Alpes - Agathe Martinez - Miss Prestige Languedoc - Lucie Morais |
| 5e dauphine                 | - Miss Prestige Île-de-France - Marine Mammoliti                                                |
| 6e dauphine                 | - Miss Prestige Bretagne - Marie Muraille                                                       |

### Premier tour
- Miss Prestige Flandre
- Miss Prestige Picardie
- Miss Prestige Provence
- Miss Prestige Dauphiné Rhône-Alpes
- Miss Prestige Île-de-France
- Miss Prestige Bretagne
- Miss Prestige Languedoc

## Jury[1]
- Henry-Jean Servat, journaliste et chroniqueur, président du jury
- Élodie Gossuin, présentatrice à la télévision, Miss France et Miss Europe 2001, vice-présidente du jury
- Charlotte Bouteloup, chroniqueuse
- Pascal Brunner, comédien et présentateur à la télévision
- Massimo Gargia, jet-setter
- Jean-Claude Jitrois
- Ivan Levaï, journaliste
- Sarah Marshall, actrice et mannequin
- Olivier Minne, présentateur à la télévision et comédien

## Participantes[2]
| Région                                 | Nom                    | Âge    | Taille | Résidence          | Élue le                                     |
| -------------------------------------- | ---------------------- | ------ | ------ | ------------------ | ------------------------------------------- |
| Miss Prestige Albigeois Midi-Pyrénées  | Audrey Ranson          | 18 ans | 1,71 m | Graulhet           | 15 septembre 2012 à Lisle-sur-Tarn          |
| Miss Prestige Alsace                   | Marine Schnebelen      | 19 ans | 1,76 m | Illzach            | 14 octobre 2012 à Ruelisheim                |
| Miss Prestige Aquitaine                | Léa Peyruse-Boroffka   | 22 ans | 1,79 m | Vendays-Montalivet | 19 octobre 2012 à Lesparre                  |
| Miss Prestige Artois-Cambrésis-Hainaut | Candice Caron          | 19 ans | 1,80 m | Isbergues          | 30 septembre 2012 à Lapugnoy                |
| Miss Prestige Bourgogne                | Gwenaëlle Deschamps    | 20 ans | 1,76 m | Beaune             | 20 octobre 2012 à Mervans                   |
| Miss Prestige Bretagne                 | Marie Muraille         | 21 ans | 1,73 m | Ploeren            | 28 septembre 2012 à Pléneuf-Val-André       |
| Miss Prestige Centre-Ouest             | Julie Renault          | 22 ans | 1,75 m | Vendôme            | 20 avril 2012 à La Roche-Posay              |
| Miss Prestige Cerdagne-Roussillon      | Coralie Hernandez      | 20 ans | 1,75 m | Ur                 | 27 octobre 2012 à Saillagouse               |
| Miss Prestige Côte d'Azur              | Yasmine Keil           | 22 ans | 1,85 m | Grasse             | 6 octobre 2012 à Cannes                     |
| Miss Prestige Dauphiné Rhône-Alpes     | Agathe Martinez        | 21 ans | 1,77 m | Grenoble           | 21 octobre 2012 à Vals-les-Bains            |
| Miss Prestige Flandre                  | Caroline Boonefaes     | 19 ans | 1,72 m | Gravelines         | 29 septembre 2012 à Saint-Pol-sur-Mer       |
| Miss Prestige Franche-Comté            | Amandine Guyon         | 21 ans | 1,83 m | Houtaud            | 13 octobre 2012 à Poligny                   |
| Miss Prestige Guadeloupe               | Kimberly Glorieux      | 18 ans | 1,74 m | Les Abymes         | 4 août 2012 au Gosier                       |
| Miss Prestige Île-de-France            | Marine Mammoliti       | 23 ans | 1,77 m | Montreuil          | 20 novembre 2012 à Rungis                   |
| Miss Prestige Languedoc                | Lucie Morais           | 23 ans | 1,71 m | Montpellier        | 18 novembre 2012 à Castries                 |
| Miss Prestige Limousin                 | Héléna Vantendeloo     | 20 ans | 1,73 m | Bosmie-l'Aiguille  | 9 septembre 2011 à Limoges                  |
| Miss Prestige Loire-Forez              | Sakina Moulaye         | 22 ans | 1,73 m | Saint-Étienne      | 29 septembre 2012 à Saint-Étienne           |
| Miss Prestige Lorraine                 | Marine Zielkowski      | 19 ans | 1,76 m | Faulquemont        | 12 octobre 2012 à Château-Salins            |
| Miss Prestige Martinique               | Claudia Vaudreuil      | 18 ans | 1,70 m | Schœlcher          | 3 novembre 2012 à Fort-de-France            |
| Miss Prestige Normandie                | Nathalie Chaumont      | 19 ans | 1,78 m | Le Val-Saint-Père  | 3 novembre 2012 à Saint-Hilaire-du-Harcouët |
| Miss Prestige Paris                    | Candice Méjane-Bourbon | 20 ans | 1,71 m | Chartrettes        | 20 novembre 2012 à Rungis                   |
| Miss Prestige Pays de l'Ain            | Laureline Foucrier     | 22 ans | 1,70 m | Saint-Just         | 22 septembre 2012 à Bourg-en-Bresse         |
| Miss Prestige Pays de Loire            | Candice Delaroche      | 19 ans | 1,76 m | La Flèche          | 31 août 2012 à Beauvoir-sur-Mer             |
| Miss Prestige Pays de Savoie           | Sophie Massias         | 21 ans | 1,74 m | Magland            | 13 octobre 2012 à Gaillard                  |
| Miss Prestige Picardie                 | Elisabeth Sifflet      | 20 ans | 1,72 m | Amiens             | 4 novembre 2012 à Saint-Quentin             |
| Miss Prestige Poitou-Charentes         | Mélanie Morice         | 20 ans | 1,70 m | Sigogne            | 16 novembre 2012 à Fontenay-le-Comte        |
| Miss Prestige Provence                 | Auline Grac            | 21 ans | 1,79 m | Rians              | 12 août 2012 à Aix-en-Provence              |
| Miss Prestige Rouergue Monts du Quercy | Alexandra Buttigieg    | 18 ans | 1,75 m | Moissac            | 14 juillet 2012 à Caussade                  |
| Miss Prestige Saint-Barthélemy         | Alizée Delemazure      | 18 ans | 1,74 m | Gustavia           | 11 août 2012 à Gustavia                     |
| Miss Prestige Saint-Martin             | Maricka Régent         | 19 ans | 1,71 m | Marigot            | 31 juillet 2011 à Marigot                   |